# Єжево (Пултуський повіт)
Єжево (пол. Jeżewo) — село в Польщі, у гміні Пултуськ Пултуського повіту Мазовецького воєводства.
Населення — 117 осіб (2011).
У 1975-1998 роках село належало до Цехановського воєводства.

## Демографія
Демографічна структура станом на 31 березня 2011 року:
|          | Загалом | Допрацездатний вік | Працездатний вік | Постпрацездатний вік |
| -------- | ------- | ------------------ | ---------------- | -------------------- |
| Чоловіки | 53      | 13                 | 36               | 4                    |
| Жінки    | 64      | 18                 | 36               | 10                   |
| Разом    | 117     | 31                 | 72               | 14                   |